# Phyllanthus pileostigma
Phyllanthus pileostigma là một loài thực vật có hoa trong họ Diệp hạ châu. Loài này được Coode miêu tả khoa học đầu tiên năm 1978.